# Nagroda Gildii Aktorów Ekranowych za wybitny występ aktora w roli drugoplanowej
Nagroda Gildii Aktorów Ekranowych za wybitny występ aktora w roli drugoplanowej jest jedną z nagród przyznawanych aktorom, pracującym w przemyśle filmowym, przez Gildię Aktorów Ekranowych od 1995 roku.

## Laureaci i nominowani

### 1994–1999
- 1994 Martin Landau − Ed Wood jako Béla Lugosi
  - Samuel L. Jackson − Pulp Fiction jako Jules Winnfield
  - Chazz Palminteri − Strzały na Broadwayu jako Cheech
  - Gary Sinise − Forrest Gump jako porucznik Dan Taylor
  - John Turturro − Quiz Show jako Herbie Stampel
- 1995 Ed Harris − Apollo 13 jako Gene Kranz
  - Kevin Bacon − Morderstwo pierwszego stopnia jako Henri Young
  - Kenneth Branagh − Otello jako Jago
  - Don Cheadle − W bagnie Los Angeles jako Mouse Alexander
  - Kevin Spacey − Podejrzani jako Roger Pleciuch Kint
- 1996 Cuba Gooding Jr. − Jerry Maguire jako Rod Tidwell
  - Hank Azaria − Klatka dla ptaków jako Agador
  - Nathan Lane − Klatka dla ptaków jako Albert Goldman
  - William H. Macy − Fargo jako Jerome Lundegaard
  - Noah Taylor − Blask jako David Helfgott
- 1997 Robin Williams − Buntownik z wyboru jako Sean Maguire
  - Billy Connolly − Jej wysokość pani Brown jako John Brown
  - Anthony Hopkins − Amistad jako John Quincy Adams
  - Greg Kinnear − Lepiej być nie może jako Simon Bishop
  - Burt Reynolds − Boogie Nights jako Jack Horner
- 1998 Robert Duvall − Adwokat jako Jerome Facher
  - James Coburn − Prywatne piekło jako Glen Whitehouse
  - David Kelly − Martwy farciarz jako Michael O’Sullivan
  - Geoffrey Rush − Zakochany Szekspir jako Philip Henslowe
  - Billy Bob Thornton − Prosty plan jako Jacob Mitchell
- 1999 Michael Caine − Wbrew regułom jako dr Wilbur Larch
  - Chris Cooper − American Beauty jako pułkownik Frank Fitts
  - Tom Cruise − Magnolia jako Frank T.J. Mackey
  - Michael Clarke Duncan − Zielona mila jako John Coffey
  - Haley Joel Osment − Szósty zmysł jako Cole Sear

### 2000–2010
- 2000 Albert Finney − Erin Brockovich jako Ed Masry
  - Jeff Bridges − Ukryta prawda jako prezydent Jackson Evans
  - Willem Dafoe − Cień wampira jako Max Schreck
  - Gary Oldman − Ukryta prawda jako Shelly Runyon
  - Joaquin Phoenix − Gladiator jako Kommodus
- 2001 Ian McKellen − Władca Pierścieni: Drużyna Pierścienia jako Gandalf
  - Jim Broadbent − Iris jako John Bayley
  - Hayden Christensen − Życie jak dom jako Sam Monroe
  - Ethan Hawke − Dzień próby jako Jake Hoyt
  - Ben Kingsley − Sexy Beast jako don Logan
- 2002 Christopher Walken − Złap mnie, jeśli potrafisz jako Frank Abignale
  - Chris Cooper − Adaptacja jako John Laroche
  - Ed Harris − Godziny jako Richard Brown
  - Alfred Molina − Frida jako Diego Rivera
  - Dennis Quaid − Daleko od nieba jako Frank Whitaker
- 2003 Tim Robbins − Rzeka tajemnic jako Dave Boyle
  - Alec Baldwin − Cooler jako Shelly Kaplow
  - Chris Cooper − Niepokonany Seabiscuit jako Tom Smith
  - Benicio del Toro − 21 gramów jako Jack Jordan
  - Ken Watanabe − Ostatni samuraj jako Katsumoto
- 2004 Morgan Freeman − Za wszelką cenę jako Eddie Scrap-Iron Dupris
  - Thomas Haden Church − Bezdroża jako Jack
  - Jamie Foxx − Zakładnik jako Max
  - James Garner − Pamiętnik jako Duke
  - Freddie Highmore − Marzyciel jako Peter Llewelyn Davies
- 2005 Paul Giamatti − Człowiek ringu jako Joe Gould
  - Don Cheadle − Miasto gniewu jako detektyw Graham Waters
  - George Clooney − Syriana jako Bob Barnes
  - Matt Dillon − Miasto gniewu jako oficer John Ryan
  - Jake Gyllenhaal − Tajemnica Brokeback Mountain jako Jack Twist
- 2006 Eddie Murphy − Dreamgirls jako James „Thunder” Early
  - Alan Arkin − Mała miss jako Edwin Hoover
  - Leonardo DiCaprio − Infiltracja jako Billy Costigan
  - Jackie Earle Haley − Małe dzieci jako Ronnie J. McGorvey
  - Djimon Hounsou − Krwawy diament jako Solomon Vandy
- 2007 Javier Bardem − To nie jest kraj dla starych ludzi jako Anton Chigurh
  - Casey Affleck − Zabójstwo Jesse’ego Jamesa przez tchórzliwego Roberta Forda jako Robert Ford
  - Hal Holbrook − Wszystko za życie jako Ron Franz
  - Tommy Lee Jones − To nie jest kraj dla starych ludzi jako Ed Tom Bell
  - Tom Wilkinson − Michael Clayton jako Arthur Edens
- 2008 Heath Ledger – Mroczny Rycerz jako Joker
  - Josh Brolin – Obywatel Milk jako Dan White
  - Robert Downey Jr. – Jaja w tropikach jako Kirk Lazarus
  - Philip Seymour Hoffman – Wątpliwość jako ojciec Brendan Flynn
  - Dev Patel – Slumdog. Milioner z ulicy jako Jamal Malik
- 2009 Christoph Waltz − Bękarty wojny jako pułkownik Hans Landa
  - Matt Damon − Invictus – Niepokonany jako Francois Pienaar
  - Woody Harrelson − W imieniu armii jako kapitan Tony Stone
  - Christopher Plummer − Ostatnia stacja jako Lew Tołstoj
  - Stanley Tucci − Nostalgia anioła jako George Harvey

### 2010–2019
- 2010 Christian Bale – Fighter jako Dicky Eklund
  - John Hawkes – Do szpiku kości jako Teardrop
  - Jeremy Renner – Miasto złodziei jako James „Jem” Coughlin
  - Mark Ruffalo – Wszystko w porządku jako Paul
  - Geoffrey Rush – Jak zostać królem jako Lionel Logue
- 2011 Christopher Plummer – Debiutanci jako Hal
  - Kenneth Branagh – Mój tydzień z Marilyn jako Laurence Olivier
  - Armie Hammer – J. Edgar jako Clyde Tolson
  - Jonah Hill – Moneyball jako Peter Brand
  - Nick Nolte – Wojownik jako Paddy Conlon
- 2012 Tommy Lee Jones – Lincoln jako Thaddeus Stevens
  - Alan Arkin – Operacja Argo jako Lester Siegel
  - Javier Bardem – Skyfall jako Silva
  - Robert De Niro – Moneyball jako Pat Solitano Sr.
  - Philip Seymour Hoffman – Mistrz jako Lancaster Dodd
- 2013 Jared Leto – Witaj w klubie jako Rayon
  - Michael Fassbender – Zniewolony jako Edwin Epps
  - Barkhad Abdi – Kapitan Phillips jako Abduwali Muse
  - James Gandolfini – Ani słowa więcej jako Albert
  - Daniel Brühl – Wyścig jako Niki Lauda
- 2014 J.K. Simmons – Whiplash jako Terence Fletcher
  - Robert Duvall – Sędzia jako Joseph Palmer
  - Ethan Hawke – Boyhood jako ojciec
  - Edward Norton – Birdman jako Mike Shiner
  - Mark Ruffalo – Foxcatcher jako David Schultz
- 2015 Idris Elba – Beasts of No Nation jako dowódca
  - Christian Bale – Big Short jako Michael Burry
  - Mark Rylance – Most szpiegów jako Rudolf Abel
  - Michael Shannon – 99 Homes jako Rick Carver
  - Jacob Tremblay – Pokój jako Jack Newsome
- 2016 Mahershala Ali – Moonlight jako Juan
  - Jeff Bridges – Aż do piekła jako szeryf Marcus Hamilton
  - Hugh Grant – Boska Florence jako St Clair Bayfield
  - Lucas Hedges – Manchester by the Sea jako Patrick Chandler
  - Dev Patel – Lion. Droga do domu jako Saroo Brierley